# Église Saint-Paul de Montluçon
Pour les articles homonymes, voir Église Saint-Paul.
L'église Saint-Paul est une église catholique située à Montluçon (Allier), en France.

## Localisation
L'église est située dans le nouveau quartier de la Ville-Gozet, qui s'est développé sur la rive gauche du Cher à partir du milieu du XIXe siècle avec l'industrialisation de la ville. Elle occupe le centre d'une grande place, qui est aujourd'hui la place Jean-Dormoy.

## Historique
L'église Saint-Paul a été construite entre 1863 et 1869 par l'architecte Louis-Auguste Boileau. Le plan de l'église rappelle celui de l'église Saint-Eugène-Sainte-Cécile de Paris qui avait été construite par le même architecte.
La pierre calcaire de Bourré utilisée pour les murs a entraîné leur dégradation rapide due à la pollution provoquée par l'industrie qui a nécessité une première restauration en 1896. L'église a perdu la balustrade et les clochetons d'ornementation. L'église est encore réparée en 1936.

## Protection
L'édifice est classé au titre des monuments historiques en 1987.

## Description
L'église est construite selon un plan basilical avec un clocher porche avec deux chapelles placées de part et d'autre, une nef principale de quatre travées et une travée de chœur avec deux collatéraux de même hauteur que la nef centrale et terminée à l'est par une abside à pans entourée d'un faux déambulatoire. 
La structure métallique a été réalisée à Montluçon par la Société de Commentry-Fourchambault. Le voûtement de l'église est réalisé en coupoles métalliques portées par un système d'ogives en fonte dont les clés ont été remplacées par un puits de lumière carré vitré percé dans la toiture et retombant sur des faisceaux de colonnettes sveltes en fonte.
Par choix économique, les murs sont réalisés en matériaux légers, la pierre calcaire de Bourré. La pierre de Volvic a été utilisée pour le portail néogothique.

## Photos

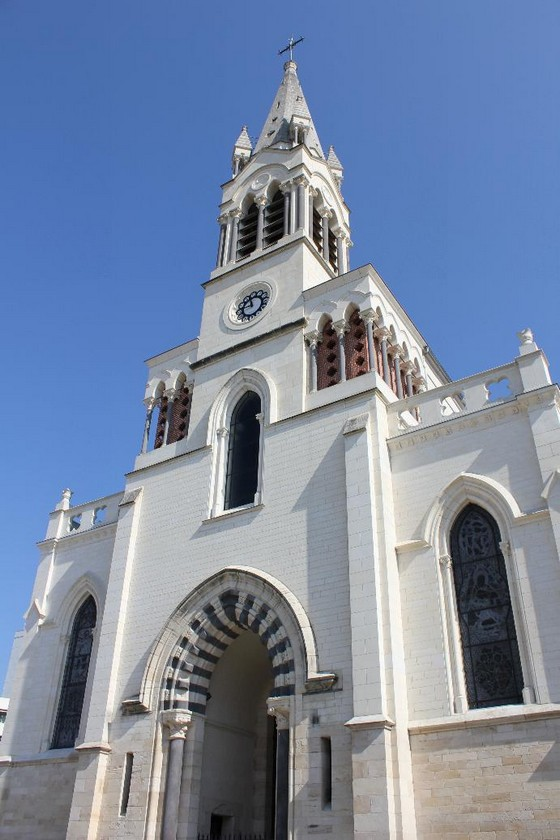
Clocher-porche.
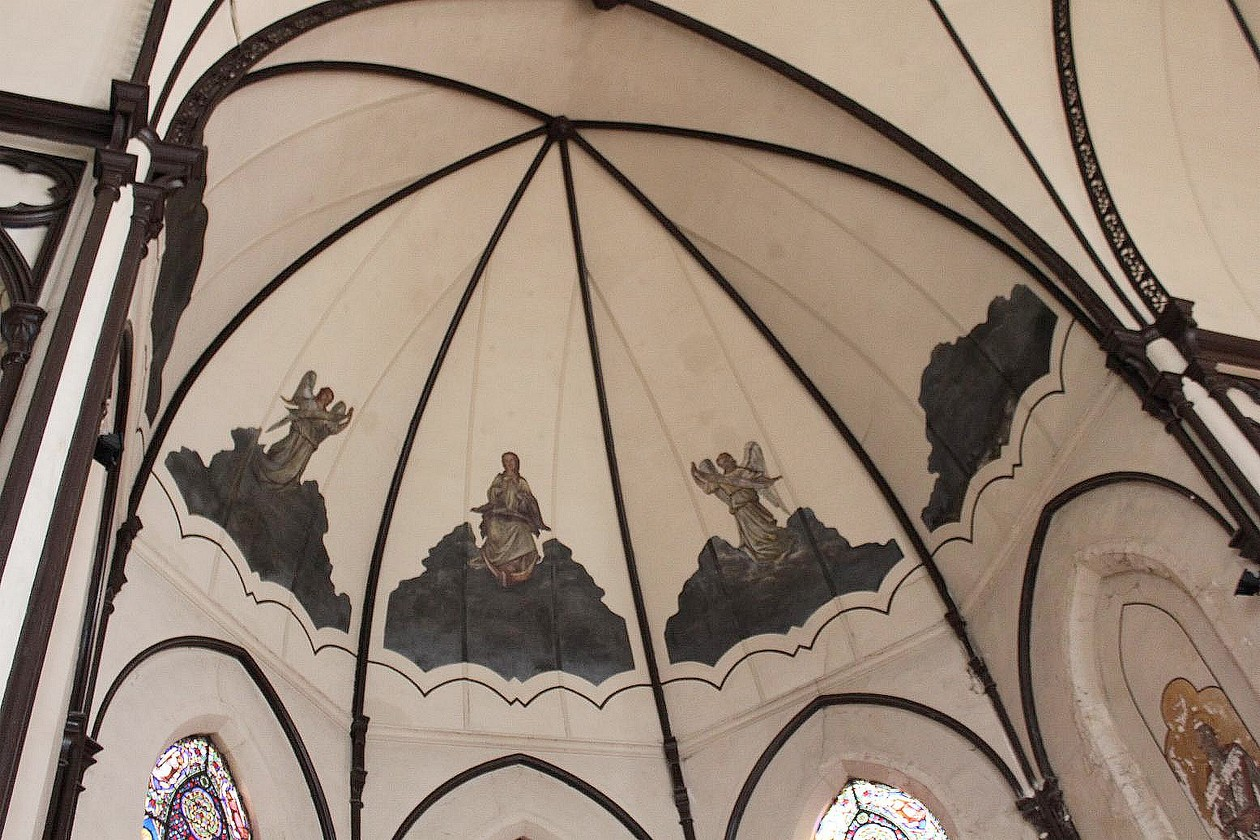
Plafond du chœur.
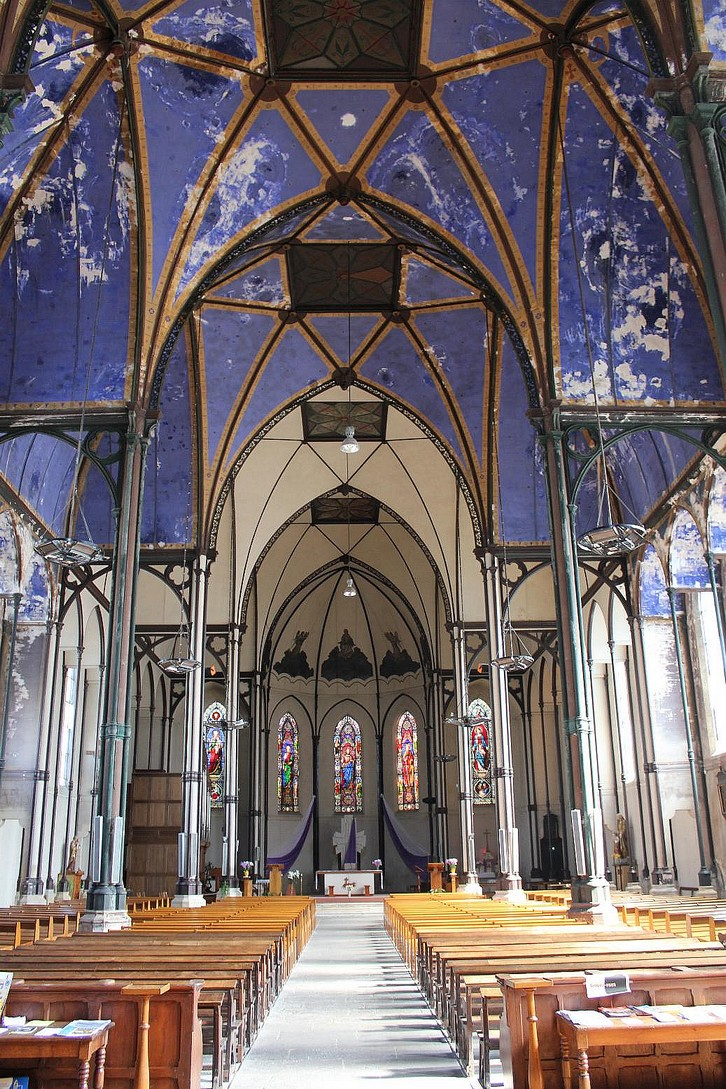
Intérieur.
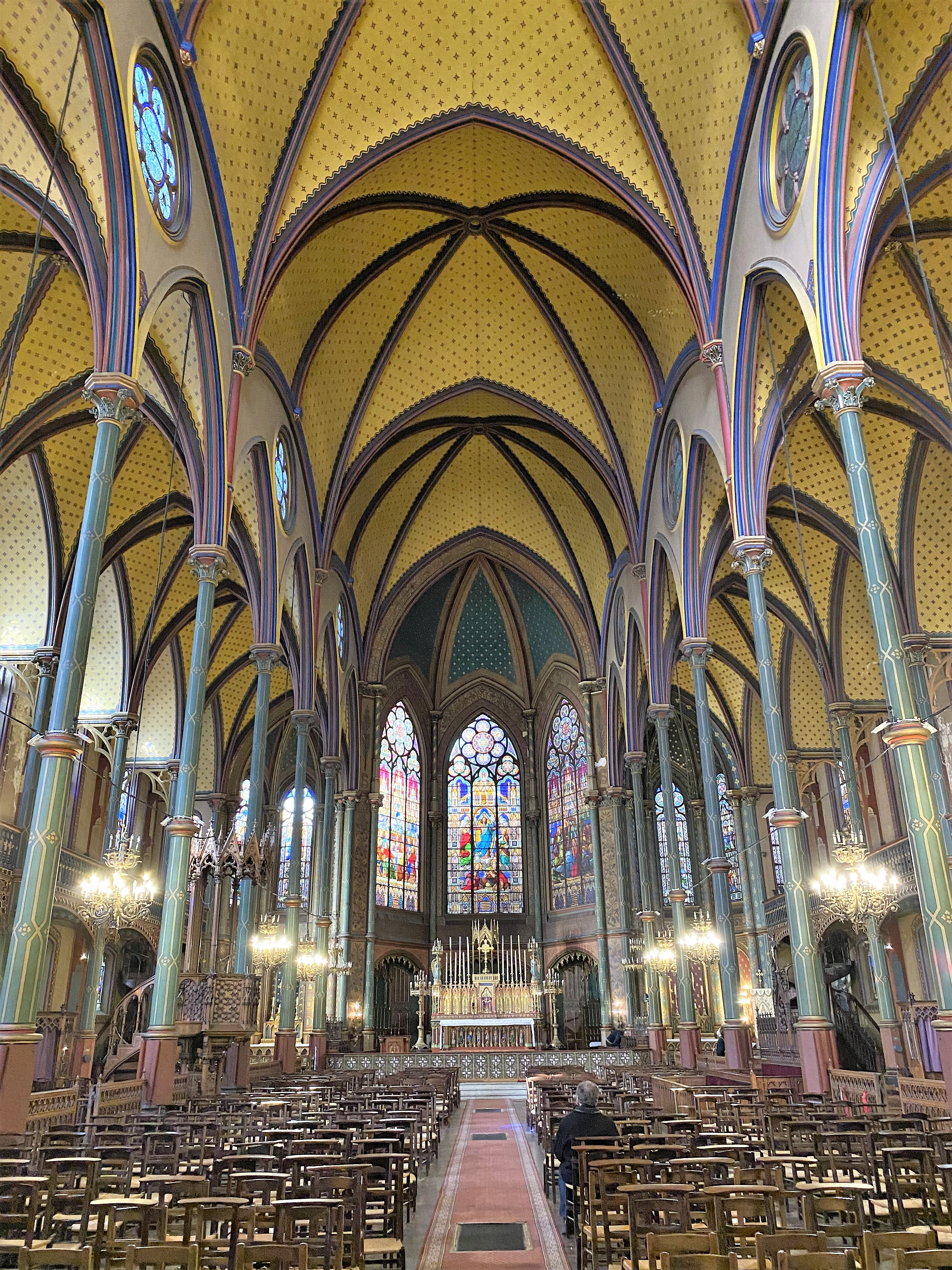
Église Saint-Eugène de Paris Intérieur